# Verbee
VERBEE (настоящее имя — Евгений Вербицкий; род. 20 ноября 1995 годa, Ейск, Краснодарский край) — российский рэпер.
Две его песни, «Зацепила» и «Один», вошли в тридцатку самых популярных треков 2019 года по версии социальной сети «ВКонтакте» и музыкального приложения Boom.

## Биография
VERBEE родился на Юге России, в городе Ейск. В 12 лет он написал свой первый трек под псевдонимом Jey.Werb. Родители запрещали заниматься музыкой, аргументируя это тем, что в рэп индустрии нет стабильного заработка. Под влиянием родителей VERBEE переехал в Санкт-Петербург и поступил в СПбГУАП. Окончив университет с двумя высшими образованиями в области радиотехники, Евгений ушёл работать на завод НПО «Прибор». Через несколько лет будущий артист решил снова вернуться в музыку, понимая, что занимается не тем, чем хотел.
В августе 2018 года VERBEE подписывает контракт с лейблом SOYUZ MUSIC и его трек «На море» выходит на всех площадках. На тот момент треки Евгения не вызывали большого интереса и артист продолжал усердно работать. Первый свой хит VERBEE выпустил в январе 2019 года, в течение двух месяцев трек «Зацепила» поднимался на первые строчки российских чартов. Клип на песню «Зацепила» имеет 61 млн просмотров в YouTube. Следом, вышли треки «Один», «Давай взорвем» и «Кто ты такая», за которые Евгений получил золотые диски. Имея крупный успех, VERBEE продолжал работать на заводе и только после выхода альбома «Простой» артист уволился и уехал в большой тур по России.
В августе 2020 года выпустил песню «Не смогу» вместе с блогером Кариной Кросс, данный трек занял 1 место VK/BOOM.

## Дискография

### Альбом
| Название | Информация                                                                         |
| -------- | ---------------------------------------------------------------------------------- |
| Простой  | - Релиз: 9 августа 2019 - Лейбл: Союз Мьюзик - Формат: цифровая дистрибуция        |
| Выдыхай  | - Релиз: 14 мая 2021 - Лейбл: Союз Мьюзик - Формат: цифровая дистрибуция           |
| Жизнь    | - Релиз: 20 октября 2023 - Лейбл: Effective Records - Формат: цифровая дистрибуция |

### Синглы
| Год  | Сингл                                      |
| ---- | ------------------------------------------ |
| 2018 | «Си-бемоль»                                |
| 2018 | «Прятки»                                   |
| 2018 | «Золотая осень»                            |
| 2018 | «Классный»                                 |
| 2018 | «Снеговик»                                 |
| 2018 | «Зацепила»                                 |
| 2018 | «Не забуду»                                |
| 2019 | «Один»                                     |
| 2019 | «Кристалл»                                 |
| 2019 | «Давай взорвём»                            |
| 2019 | «Кто ты такая»                             |
| 2019 | «Теряю разум»                              |
| 2019 | «Ненужный»                                 |
| 2019 | «А ты красивая»                            |
| 2020 | «Последняя любовь»                         |
| 2020 | «Мама говорила»                            |
| 2020 | «Бокал вина»                               |
| 2020 | «Принцесса»                                |
| 2020 | «Пацанам не доверяй»                       |
| 2020 | «Не смогу» (при уч. Kara Kross)            |
| 2020 | «Забрала»                                  |
| 2020 | «На движе» (при уч. Кравца)                |
| 2020 | «Она влюблена»                             |
| 2021 | «Собираю чемодан»                          |
| 2021 | «С меня хватит»                            |
| 2021 | «Близко»                                   |
| 2021 | «Всё пройдёт»                              |
| 2021 | «Довела»                                   |
| 2021 | «Не жалей»                                 |
| 2021 | «Малая» (при уч. Branya)                   |
| 2021 | «В падике»                                 |
| 2021 | «Рейв»                                     |
| 2022 | «Пару грамм»                               |
| 2022 | «Самурай»                                  |
| 2022 | «Тает дым» (при уч. Rompasso)              |
| 2022 | «Привет, ты где?»                          |
| 2022 | «Всё переживём»                            |
| 2022 | «Ясный мой свет» (при уч. Антона Токарева) |
| 2023 | «PARADISE»                                 |
| 2023 | «Любовь»                                   |
| 2023 | «Ты мой сон»                               |
| 2023 | «Забирай меня»                             |
| 2023 | «Обнимай»                                  |

### Участие на релизах у других исполнителей
| Год  | Артист | Музыкальный релиз | Трек           |
| ---- | ------ | ----------------- | -------------- |
| 2021 | Асия   | Асия              | «Капли»        |
| 2021 | Кравц  | Dushevhij         | «В один огонь» |

## Видеография
| Год  | Название                        | Альбом              | Режиссёр           |
| ---- | ------------------------------- | ------------------- | ------------------ |
| 2019 | «Зацепила»                      | Внеальбомный сингл  | Алексей Беляев     |
| 2019 | «Стараюсь»                      | Простой/EP          | не указан          |
| 2020 | «Последняя любовь»              | Внеальбомные синглы | Талгат Сафаров     |
| 2020 | «Забрала» (mood video)          | Внеальбомные синглы | не указан          |
| 2020 | «Не смогу» (при уч. Kara Kross) | Внеальбомные синглы | не указан          |
| 2021 | «Сотри из памяти»               | Вдыхай/EP           | Анастасия Мармурок |
| 2021 | «Не жалей» (mood video)         | Внеальбомные синглы | не указан          |
| 2022 | «Привет, ты где?»               | Внеальбомные синглы | не указан          |

## Позиции в чартах
| Песня                    | Чарт (2019)                        | Место | Ист.   |
| ------------------------ | ---------------------------------- | ----- | ------ |
| VERBEE — «Давай взорвём» | TopHit YouTube — Top Year-End Hits | 371   | [ 15 ] |
| VERBEE — «Давай взорвём» | Top Radio Hits                     | 721   | [ 15 ] |
| VERBEE — «Давай взорвём» | Top YouTube Hits                   | 76    | [ 15 ] |